# Tipos de localidades habitadas en Rusia

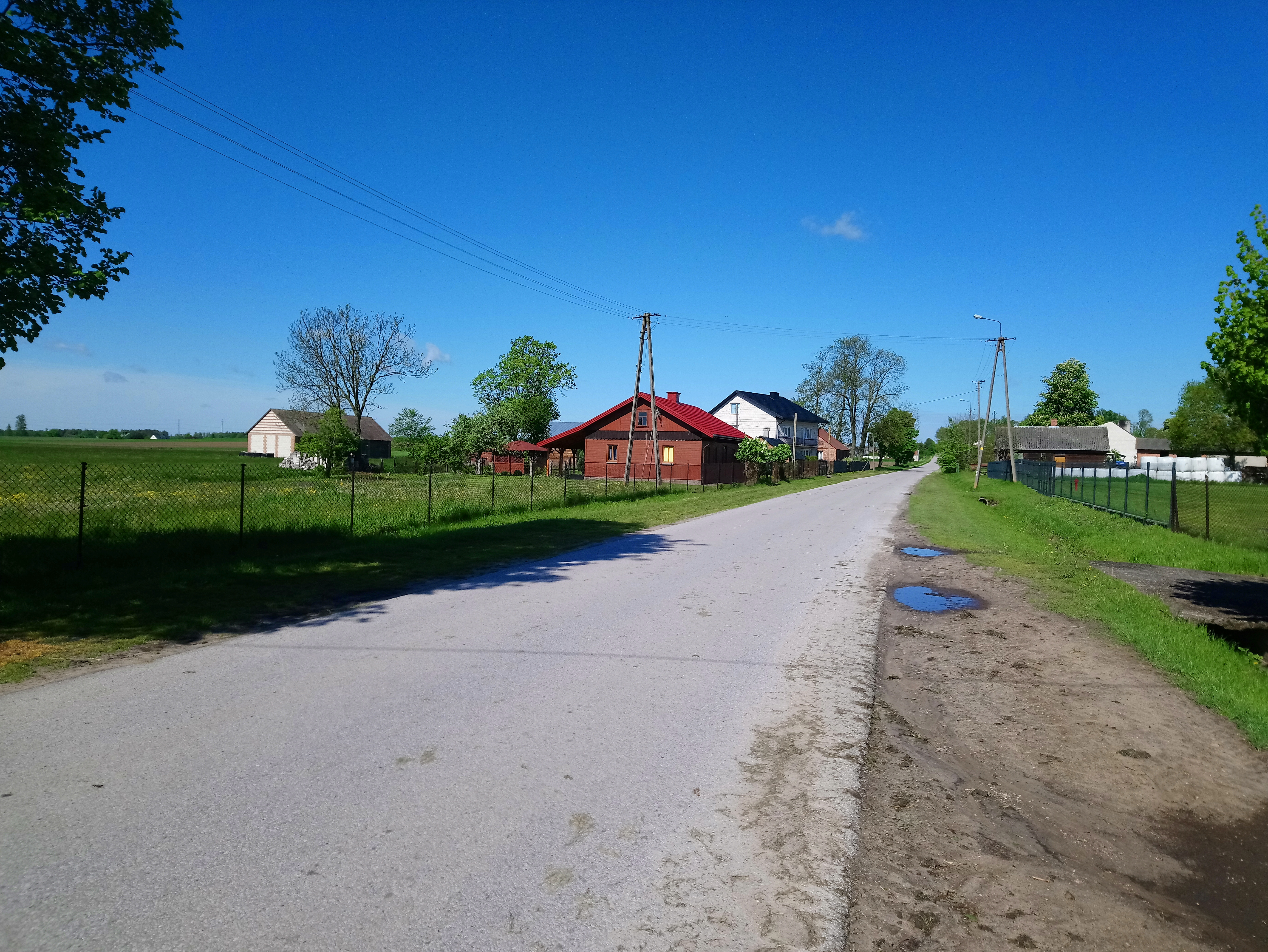
Población rusa típica

El sistema de clasificación de los tipos de asentamiento humano en Rusia es una herencia de la antigua Unión Soviética, lo que no significa que sea un sistema antiguo de clasificación, por el contrario se parece al de cualquier República. Rusia funciona a través de Federaciones que tienen su propia reglamentación o código civil. Su división actual, en términos de organización territorial es: Región (o departamento); Subregiones (o municipios). Sin embargo cada departamento hace parte de una Federación o República, que se integra al grupo de Federaciones que constituyen el país.

## Moderna clasificación en Rusia
En la época de la Unión Soviética, cada una de las Repúblicas de la URSS, incluyendo la RSFS de Rusia, tenía su propia legislación sobre la clasificación de las localidades pobladas. Después de la disolución de la Unión Soviética, la tarea de desarrollar y mantener esta clasificación en Rusia fue delegada a los Sujetos federales. A pesar de haber ciertas peculiaridades en la clasificación dependiendo del Sujeto Federal, sigue utilizándose ampliamente el sistema usado en la RSFS de Rusia. En todos los Sujetos Federales, las localidades habitadas se clasifican en dos grandes categorías: urbana y rural. Las siguientes divisiones de estas categorías varían ligeramente de un Sujeto Federal a otro, pero siguen las normas comunes desarrolladas más adelante.

### Localidades urbanas
- Ciudades y Pueblos (en ruso: город, górod, en plural en ruso: города, gorodá). Las ciudades y pueblos se clasifican por su nivel de jurisdicción (Raión/Sujetos federal/federal). Mientras que el ruso no hay palabra diferenciada entre "pueblo" y "ciudad" (para ambos en ruso es: город, górod), la traducción para "ciudad" tradicionalmente se ha aplicado para las localidades urbanas con una población de más de 100.000 habitantes.
- Asentamiento de tipo urbano (en ruso: посёлок городского типа, posiólok gorodskogo tipa, en plural, посёлки городского типа), es un tipo más pequeño de localidad urbana. Este tipo de asentamiento urbano fue introducido en la Unión Soviética en 1924, siguiendo las siguientes subcategorías:[3]
  - Asentamientos urbanos con una población entre 3000 y 12.000 habitantes.
    - Asentamientos de trabajo (en ruso: рабочий посёлок), principalmente población urbana dedicada a la manufactura industrial.
    - Asentamienbo suburbano (dachas) (en ruso: дачный посёлок), normalmente, asentamientos suburbanos con dachas de verano.
    - Asentamiento turístico o de servicios (en ruso: курортный посёлок), población urbana dedicada, en su mayoría, al sector turístico, hostelero y de servicios.

En 1957, los procedimientos para categorizar los asentamientos de tipo urbano fueron redefinidos.

### Localidades rurales
Existen múltiples tipos de localidades rurales, algunas comunes a lo largo y ancho del territorio ruso, y algunas específicas de ciertos sujetos federales. Los tipos más comunes son: 
- Derevnia (en ruso: деревня, plural en ruso: derevni), aproximadamente aldea.
- Seló (en ruso: село, plural en ruso: сёла, sióla), aproximadamente pueblo.
- Asentamiento (de tipo rural) (en ruso: посёлок (сельского типа), posiólok (sélskogo tipa); plural en ruso:  посёлки (сельского типа).  El "tipo rural", (en ruso: сельского типа)  es la designación añadida para los asentamientos de población que estaban ocupados principalmente en la agricultura, mientras que posiólok (en ruso: посёлок) propiamente, indica población mixta trabajando en la agricultura y la industria.
- Stanitsa (en ruso: станица, plural en ruso: станицы, stanitsy)— históricamente, una localidad rural cosaca. El nombre aún está en uso, con el significado básico de "pueblo".
- Slobodá (en ruso: слобода, plural en ruso: слободы, slobody)— históricamente fueron asentamientos libres de impuestos y levas por diversos motivos. El nombre aún es usado con el significado básico de "pueblo".
- Jútor (en ruso: хутор, plural en ruso: хутора, jutorá)—traducido como aldea o granja.
- Pochinok (en ruso: починок, plural en ruso: починки, pochinkí)— una nueva localidad rural formada por una o varias familias. Los Pochinóks están establecidos por nuevos pobladores y usualmente crecen como grandes pueblos cuando se desarrollan.
- En algunos sujetos federales, la terminología nacional es usada en ruso. Tales tipos de localidades incluyen en ruso: аул, aul, cuyo plural es аал (aal), y кишлак (kishlak).

## Denominaciones históricas
- Krépost (en ruso: крепость, una fortificación), un asentamiento fortificado.  Un Kremlin, ciudadela rusa, es una krépost de gran tamaño que normalmente incluye un castillo y está rodeada de un posad. El Ostrog, era una forma más primitiva de krépost, que era construido rápidamente con materiales disponibles sin una empalizada de troncos reforzados.
- Posad (en ruso: посад), un asentamiento suburbano medieval.
- Mestechko (en ruso: местечко, del polaco: miasteczko; en Yidis: shtetl), un pueblo pequeño en los territorios occidentales anexado a Rusia en las Particiones de Polonia; normalmente eran de mayoría judía.

## Abreviaturas utilizadas para denominar las poblaciones
Según la clasificación vigente (OKATO):
- р-н — Raión (район)
- г — ciudad (город)
- пгт — Asentamiento de tipo ciudad (посёлок городского типа)
- рп — Asentamiento de trabajo (рабочий посёлок)
- кп — Asentamiento de balneario (курортный посёлок)
- к — Kishlak (кишлак)
- пс — Asentamiento Soviet (посёлковый совет)
- сс — Selsoviet (сельсовет)
- смн — Somon (сомон)
- вл — Vólost (волость)
- дп — Asentamiento de dachas soviético (дачный посёлковый совет)
- п — Asentamiento de tipo rural (посёлок сельского типа)
- нп — Punto de poblado (населённый пункт)
- п. ст — Asentamiento de Stanitsa (посёлок при станции)
- ж/д ст — Asentamiento de ferrocarriles (железнодорожная станция)
- с — Pueblo (село)
- м — Mestechko (местечко)
- д — Derevnia (деревня)
- сл — Slobodá (слобода)
- ст — Stántsiya (станция)
- ст-ца — Stanitsa (станица)
- х — Jútor (хутор)
- у — Ulús (улус)
- рзд — Raziezd (разъезд)
- клх — Koljós (колхоз)
- свх — Sovjoz (совхоз)
- зим — Zimovie (зимовье)